# Васильева, Валентина Борисовна
Валентина Борисовна Васильева (род. 8 февраля 1949, Кривой Рог, Днепропетровская область) — советская и украинская оперная певица, меццо-сопрано. Народная артистка Украины (1999).

## Биография
Родилась 8 февраля 1949 года в городе Кривой Рог.
После окончания школы поступила в Днепропетровское музыкальное училище на вокальный факультет в класс педагога Венедиктовой Софьи Андреевны, ученицы Е. Муравьёвой, Заслуженного деятеля искусств УССР.
В 1973 году поступила на первый курс вокального факультета Киевской консерватории в класс Заслуженной артистки УССР, профессора Разумовой Риммы Андреевны (ученица Е. Муравьёвой), который окончила в 1978 году.
После окончания консерватории, получила приглашения на работу от главных дирижёров многих оперных театров Советского Союза, но приняла приглашение Заслуженного артиста УССР Иванова Евгения Николаевича приехать на прослушивание в Одесский оперный театр.
С 1979 года — солистка Одесского театра оперы и балета.
С 2007 года преподаёт в Одесской национальной музыкальной академии, профессор кафедры сольного пения.

## Семья
- муж — Павел Ермоленко;
- дочь — Виктория Ермоленко;
- внук — Константин Томницкий.

## Творческая деятельность
Принята в театр сразу на ведущие партии и участвовала во всех постановках, где заняты меццо-сопрано. А также участвовала в гастролях, выездных концертах в города-побратимы в составе делегаций.
На протяжении многих лет работы в театре, участвовала в отчётных концертах Одесской области, в Киеве и Москве. Представляла Одесскую оперу в Киевского и Харьковского симфонических оркестров в проекте Министерства культуры Украины — «Звёзды Украины».
Принимала участие в гастрольных поездках в составе труппы Киевского театра оперы и балета в партии Марфы в опере «Хованщина» М. П. Мусоргского (Париж), в партии Азучены в опере «Трубадур» Дж. Верди на оперном фестивале «Самарская весна» (Самара). Дважды участвовала в оперном фестивале имени С. Крушельницкой (Львов) в спектаклях «Аида» Дж. Верди (Амнерис) и «Запорожец за Дунаем» (Одарка) Н. Гулак-Артемовского. Гастролировала в Австрии в составе труппы Львовского театра оперы и балета в партии Амнерис в опере «Аида» Дж. Верди. Принимала участие во всех фестивалях оперного искусства «Корона» (Одесса). Также выступала на фестивале «Приглашает Мария Биешу» (Кишинёв) в опере «Аида» в партии Амнерис, где её партнёрами были Карлис Зариньш и Сольвейга Рая.
Гастролировала в Англии, Австрии, Болгарии, Румынии, Молдове, Франции, Испании, Италии, Германии, Финляндии, Японии, Венгрии, Польше, Греции, России, Грузии, Швейцарии, Бельгии.

### Оперные партии
- Кармен — «Кармен» Ж. Бизе;
- Амнерис — «Аида» Дж. Верди;
- Ульрика — «Бал-маскарад» Дж. Верди;
- Азучена — «Трубадур» Дж. Верди;
- Эмилия — «Отелло» Дж. Верди;
- Флора — «Травиата» Дж. Верди;
- Анина — «Травиата» Дж. Верди;
- Марфа — «Хованщина» М. Мусоргский;
- Шинкарка — «Борис Годунов» М. Мусоргский;
- Любаша — «Царская невеста» Н. Римский-Корсаков;
- Дуняша — «Царская невеста» Н. Римский-Корсаков;
- Кончаковна — «Князь Игорь» А. Бородин;
- Ольга — «Евгений Онегин» П. Чайковский;
- Марта — «Иоланта» П. Чайковский;
- Графиня — «Пиковая Дама» П. Чайковский;
- Любовь — «Мазепа» П. Чайковский;
- Фидальма — «Тайный брак» Д. Чимароза;
- Лючия — «Сельская честь» П. Масканьи;
- Одарка — «Запорожец за Дунаем» С. Гулак-Артемовский;
- Мать — «Катерина» Н. Аркас;
- Косова — «В бурю» Т. Хренников;
- Блекота — «Барвинок» В. Филипенко;
- Королева — «Белоснежка и семь гномов» Э. Колмановский;
- Девушка — «Семен Котко» С. Прокофьев.

### Концертный репертуар
Арии из опер, оперетт, романсы русских и зарубежных композиторов, украинские русские народные песни, итальянские песни:
- «Только узнал я тебя» — М. Глинка;
- Песня Ильинишны «Ходит ветер у ворот» «Князь Холмский» — М. Глинка;
- «Полюбила я на печаль свою» — С. Рахманинов;
- «Я жду тебя» — С. Рахманинов;
- «О нет, молю, не уходи…» — С. Рахманинов;
- «Не пой, красавица…» — С. Рахманинов;
- «О, не грусти!» — С. Рахманинов;
- «О, если бы озером…» — Н. Черепнин;
- «Кукушка» — А. Аренский;
- «Рідна мати моя» — П. Майборода;
- «Дивлюсь я на небо» — (обработка) В. Заремба;
- «Ми підем, де трави похилі» — П. Майборода;
- «Ой співаночки мої» — (обработка) С. Людкевич;
- «Ой, казала мені мати» — С. Гулак-Артемовский;
- «Як надійшла любов» — О. Билаш;
- «Ой, гай мати» — (обработка) М. Лысенко;
- «Кохання моє» — Б. Буевский;
- «Не співайте мені сеї пісні» — С. Людкевич;
- «Айстри» — М. Лысенко;
- «Стояла я і слухала весну» — К. Стеценко;
- «Дивлюсь я на небо» — К. Стеценко;
- «Ой казала мені мати»;
- «Не питай, чого в мене заплакані очі»;
- «Гандзя»;
- «Ой, у вишневому садку»;
- «Місяць на небі»;
- «Очі сині»;
- «Ой, під вишнею».

## Награды
- Заслуженная артистка Украины (27 марта 1997)[3];
- Народная артистка Украины (25 июня 1999)[4].